# La Ronde (Charente-Maritime)
La Ronde ist eine französische Gemeinde mit 1.005 Einwohnern (Stand: 1. Januar 2022) im Département Charente-Maritime und in der Region Nouvelle-Aquitaine (vor 2016: Poitou-Charentes). Sie gehört zum Arrondissement La Rochelle und zum Kanton Marans. Die Einwohner werden Rondelais genannt.

## Geografie
La Ronde liegt etwa 15 Kilometer ostnordöstlich von La Rochelle. Der Fluss Sèvre Niortaise begrenzt die Gemeinde im Norden. Das Gemeindegebiet gehört zum Regionalen Naturpark Marais Poitevin. Umgeben wird La Ronde von den Nachbargemeinden Maillé (Vendée) im Nordwesten und Norden, Damvix im Nordosten, Saint-Hilaire-la-Palud im Osten und Südosten, La Grève-sur-Mignon im Südosten und Süden, Courçon im Süden, Saint-Cyr-du-Doret im Süden und Südwesten sowie Taugon im Westen.

## Bevölkerungsentwicklung
| Jahr                       | 1962 | 1968 | 1975 | 1982 | 1990 | 1999 | 2006 | 2013 | 2019 |
| Einwohner                  | 849  | 787  | 718  | 679  | 703  | 744  | 851  | 1090 | 1031 |
| Quellen: Cassini und INSEE |      |      |      |      |      |      |      |      |      |

## Sehenswürdigkeiten

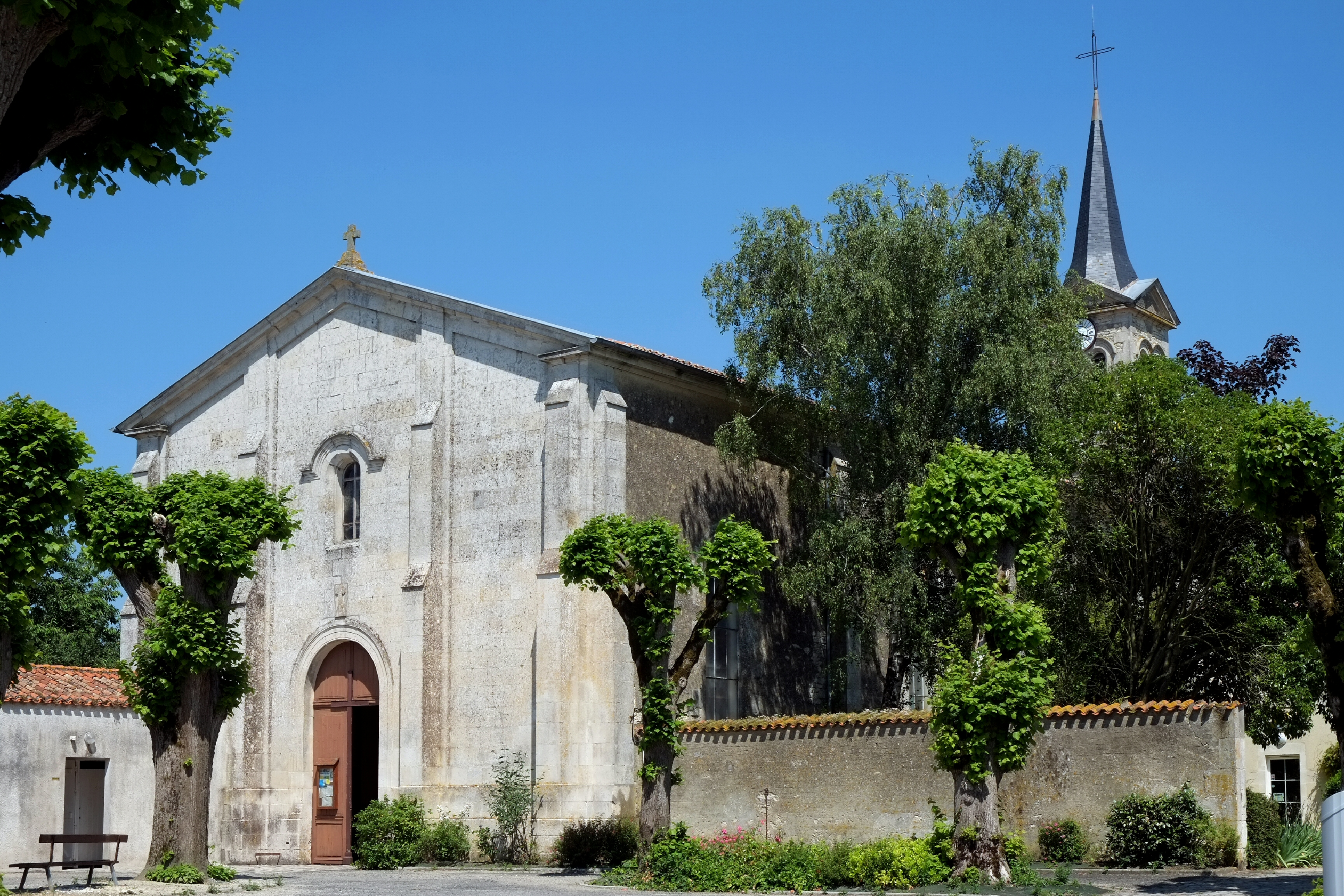
Kirche Saint-Pierre

- Kirche Saint-Pierre